# Соколовський Денис Михайлович (військовик)
Дени́с Миха́йлович Соколо́вський (26 липня 1983, Лозуватка, Криворізький район, Дніпропетровська область, УРСР — 28 вересня 2014, Донецьк, Україна) — старший солдат Збройних сил України (17-а окрема танкова бригада). Один із «кіборгів».

## Короткий життєпис
Народився 1983 року в селі Лозуватка (Криворізький район, Дніпропетровська область). Навчався у Лозуватській середній школі. Створив родину, до мобілізації працював будівельником.
Мобілізований; старший солдат 17-ї танкової бригади. Загинув у бою зі збройними формуваннями при обороні аеропорту Донецька.
Похований з військовими почестями в селі Лозуватка 2 жовтня 2014 року.
Без Дениса лишилися мама, дружина, син 2008 р.н. і донька 2011 р.н.

## Нагороди і вшанування
- 21 жовтня 2014 року — за особисту мужність і героїзм, виявлені у захисті державного суверенітету та територіальної цілісності України, вірність військовій присязі під час російсько-української війни, відзначений — нагороджений орденом «За мужність» III ступеня (посмертно).
- Його портрет розміщений на меморіалі «Стіна пам'яті полеглих за Україну» у Києві: секція 4, ряд 10, місце 14